# روویانو
روویانو (به ایتالیایی: Roviano) یک کومونه در ایتالیا است که در استان رم واقع شده‌است.

## خصوصیات
روویانو ۸٫۴ کیلومترمربع مساحت و ۱٬۴۴۴ نفر جمعیت دارد و ۵۲۳ متر بالاتر از سطح دریا واقع شده‌است.